# Visentprojektet Kraansvlak

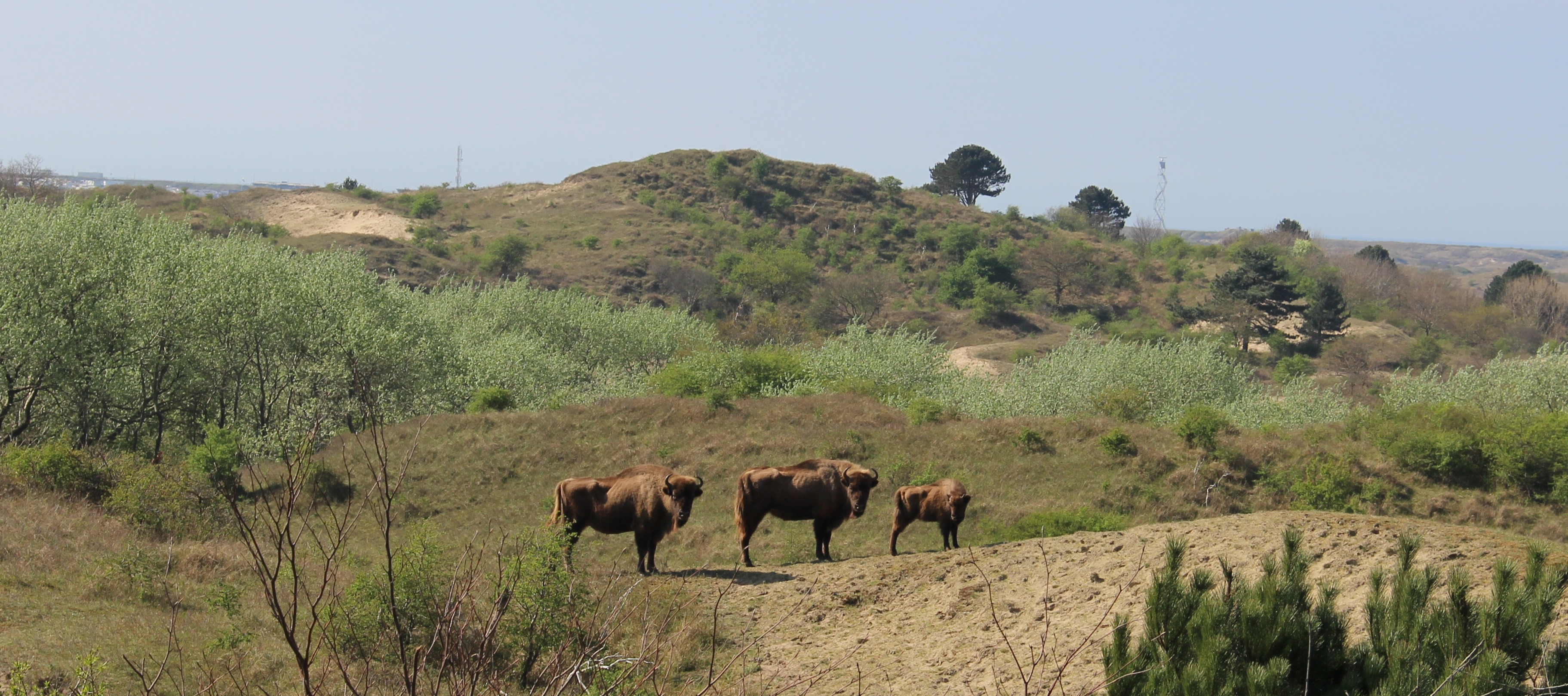
Visentkor med kalv i dynlandskap i södra Zuid-Kennemerland

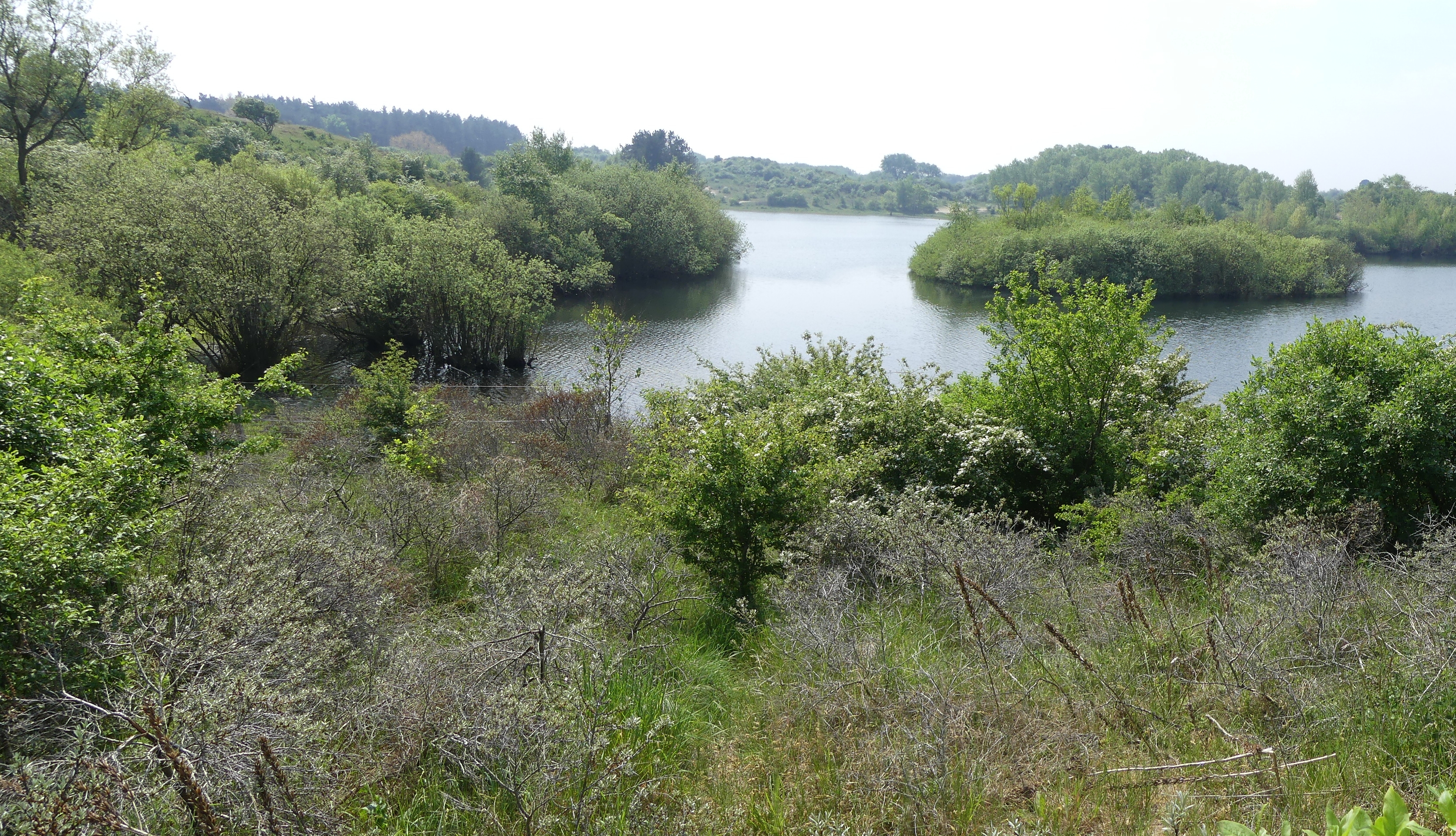
Utsikt från visentutkiksplats

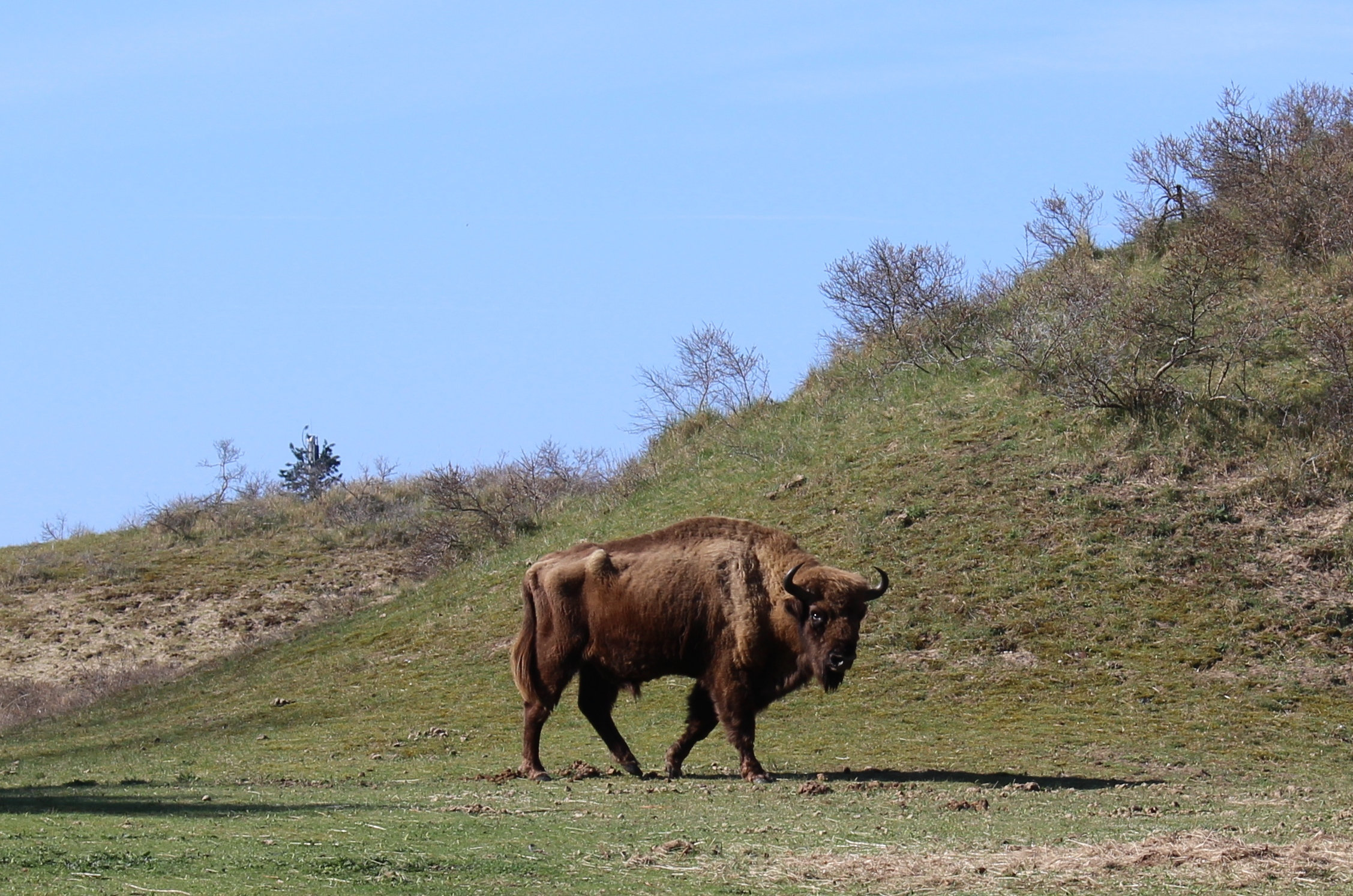
Visentjur

Visentprojektet Kraansvlak är ett projekt för återintroduktion av visenter i Nederländerna, som drivits av Provinsen Noord-Hollands vattenbolag och stiftelsen ARK Natuurontwikkeling.
Kraansvlak är ett sanddyneområde i södra delen av Zuid-Kennemerland nationalpark mellan Haarlem och kusten i provinsen Noord-Holland. Det hotades att växa igen i början av 2000-talet med buskar och träd. I ett försöksprojekt 2007–2017 har visenter satts ut i den för allmänheten stängda södra delen av nationalparken. Projektet startades av ett samarbete mellan Provinsen Noord-Hollands vattenbolag och ett antal stiftelser. År 2007 infördes tre visenter i området av Provinsen Noord-Hollands vattenbolag och stiftelsen ARK Natuurontwikkeling. Detta var det första återinförandet i landet. Det har visat sig att visentflocken klarar sig så bra att verksamheten permanentats under Provinsen Nord-Hollands vattenbolag sedan januari 2019. 
Under åren har fler än 20 kalvar fötts i Kraansvlak. År 2016 flyttades visenter därifrån till de nederländska naturreservaten Maashorst och Veluwe. Krannsvlak bidrar också, liksom många andra visentparker, till att hålla besättningarna genetiskt varierade genom djurutbyte med andra djurparker. Således överfördes sju visenter till ett naturreservat i Spanien i december 2018.